# Casa Herbert N. Straus

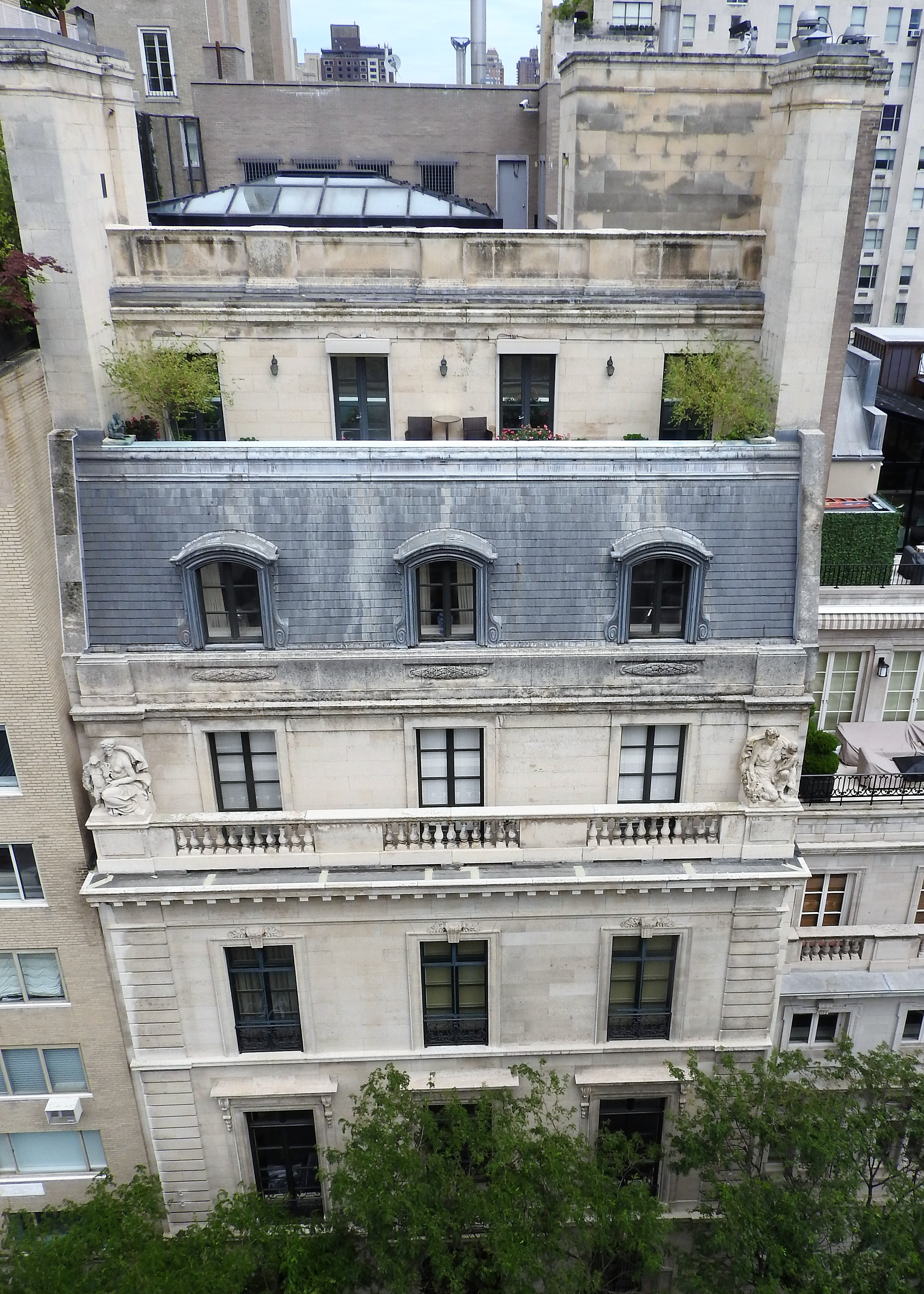
Vista da 9 East 71st Street

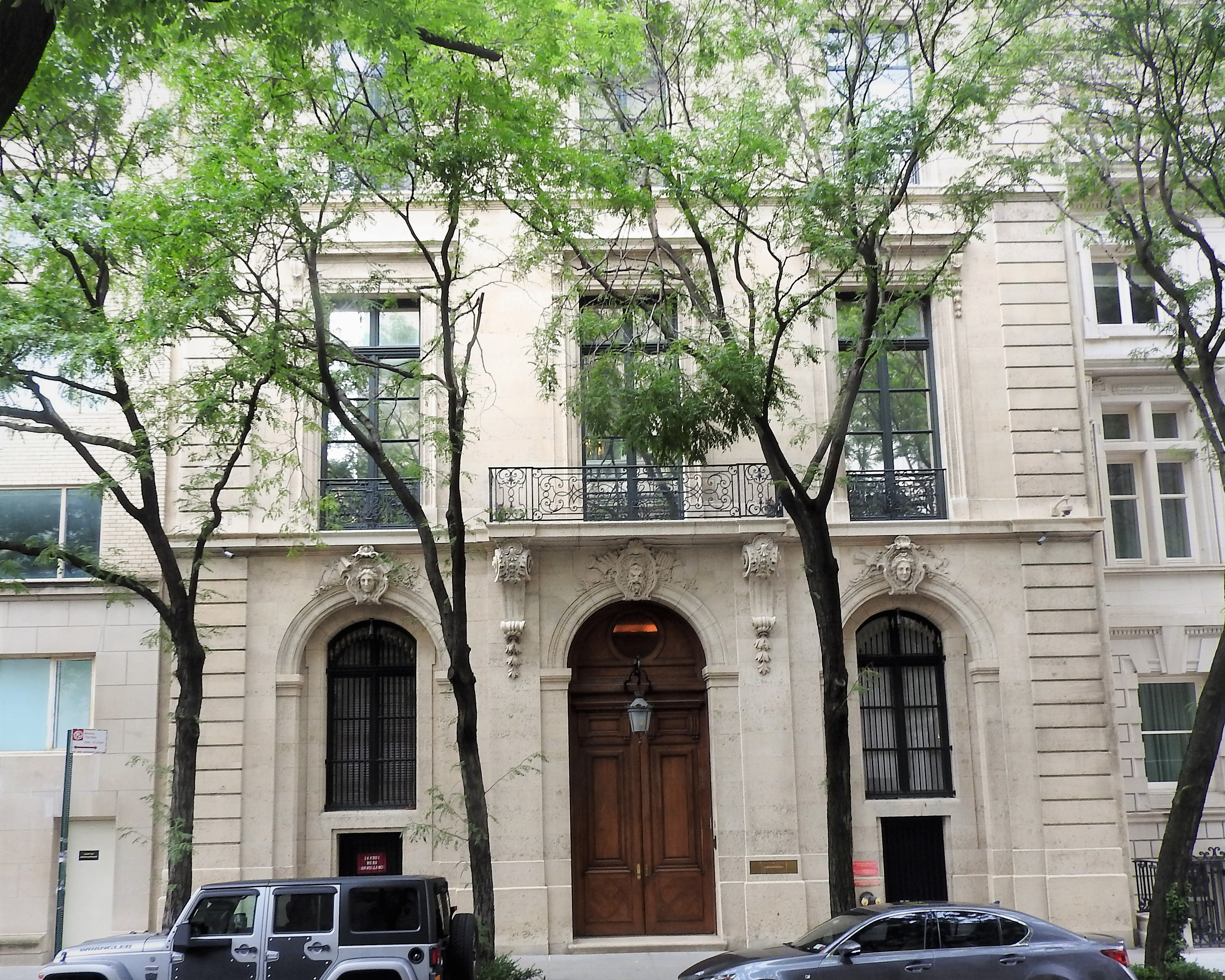
Entrada principal da casa

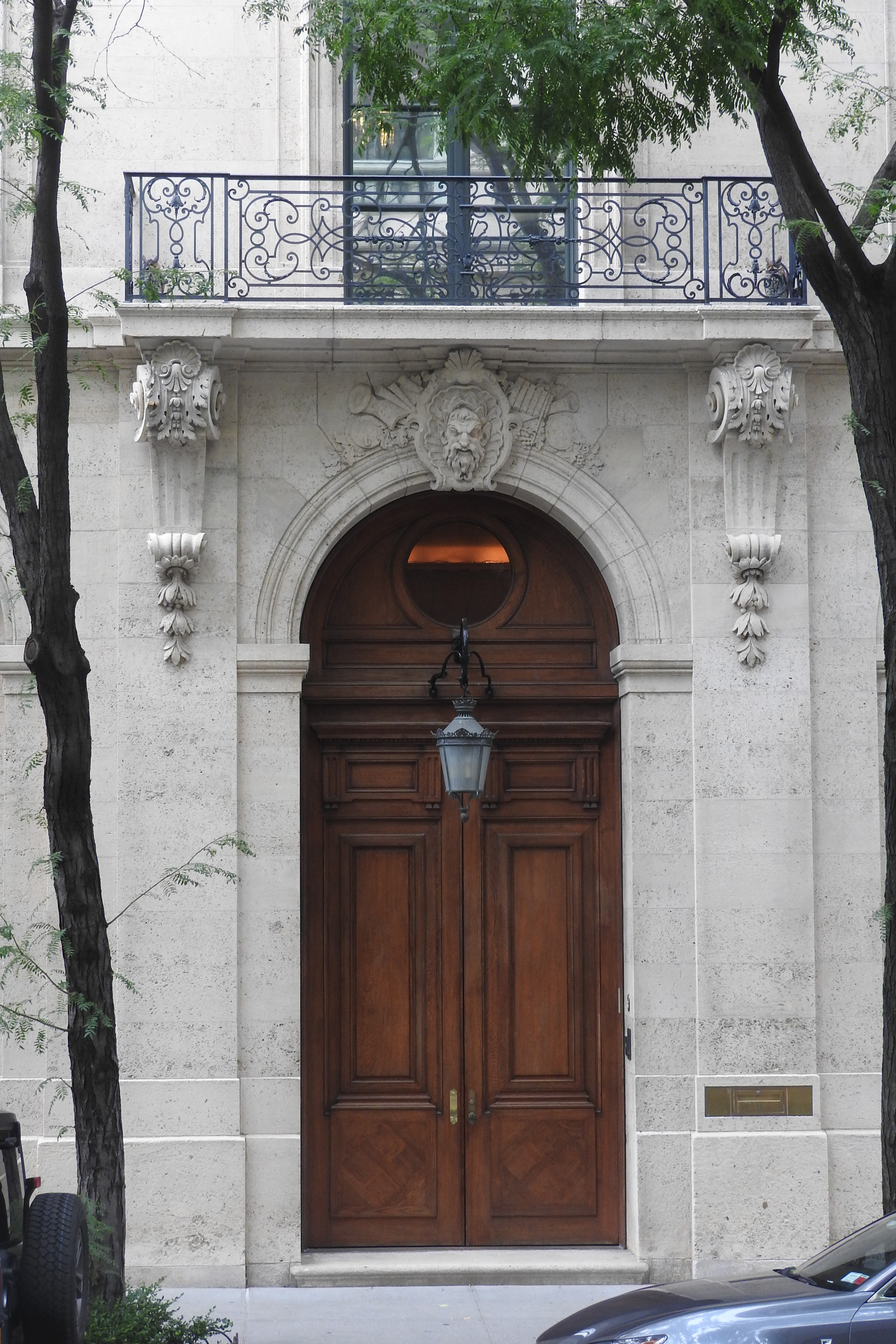
Entrada da Casa Herbert N. Straus

A Casa Herbert N. Straus é uma grande casa de cidade na 9 East 71st Street, a leste da Quinta Avenida, no Upper East Side de Manhattan, em Nova Iorque. O exterior foi projetado por Horace Trumbauer e concluído em 1932. Uma extensão do telhado foi adicionada em 1977. O tamanho da casa era de 21 000 pés quadrados (2 000 m2) no final dos anos 80, e em 2003 havia sido ampliado para 51,000 pés quadrados (4,7 381 m2), distribuídos por nove andares. Uma porta de carvalho de 15 pés (4,6 m) e grandes janelas em arco são características distintivas do exterior de calcário. Uma calçada está localizada em frente à casa.
Vicky Ward, em 2003, descreveu a casa como "a joia da coroa das casas residenciais da cidade [...] fica no — ou melhor, lidera — no quarteirão da 71st Street, entre as avenidas Fifth e Madison. Quase absurdamente desproporcional com seus vizinhos de quatro e cinco andares, parece mais uma instituição do que uma casa" e que se acreditava ser a maior residência particular de Manhattan. A conta de imposto predial de 2008 da casa foi a quarta mais alta para uma única residência na cidade de Nova Iorque. Em 2019, foi avaliado em 77 milhões de dólares pelo Procurador dos Estados Unidos do Distrito Sul de Nova Iorque e em 56 milhões de dólares pelo Departamento de Finanças de Nova Iorque.

## História
Herbert Straus, o sexto dos sete filhos nascidos de Isidor e Ida Straus (co-proprietários dos varejistas R. H. Macy & Co.), nunca morou na casa, e o trabalho na casa foi cancelado pouco antes da morte de Straus em 1933. Os herdeiros de Straus nunca concluíram o trabalho na casa devido ao alto custo dos impostos sobre a propriedade. Foi inacabada em 1944, quando foi doada pelos filhos de Herbert Straus à Arquidiocese Católica Romana de Nova Iorque para um hospital.
A Birch Wathen School ocupou a casa de 1962 até 1989, quando foi comprada por 13,2 milhões de dólares pelo bilionário empresário Leslie Wexner. Foi apresentado na edição de dezembro de 1995 da Architectural Digest. O interior da casa foi projetado por John Stefanidis, Wexner, e remodelado pelo arquiteto Thierry Despont.

## Jeffrey Epstein
Jeffrey Epstein mudou-se para a casa em 1996, quando alegou ser o proprietário, embora sua propriedade registrada tenha mudado em 2011 de uma relação de confiança conectada a Wexner e Epstein a uma relação de controle controlada por Epstein.
Vicky Ward visitou Epstein na casa, relatando em "The Talented Mr Epstein", seu perfil de 2003 na revista Vanity Fair. Ward escreveu que, ao entrar na casa, "você sente que tropeçou no Xanadu particular de alguém. Esta não é a casa de uma mera pessoa rica, mas uma fantasia imperiosa de paredes altas, eclética e que parece não ter limites". Fileiras de "globos oculares com armação individual" fabricadas para soldados ingleses feridos decoravam o salão de entrada, juntamente com uma "escultura duas vezes maior do que a de um guerreiro africano nu". Uma sala descrita como "sala de couro" tinha cadeiras com estampa de oncinha e paredes decoradas com 'tecido cor de cordovão'. Uma grande "fantasia oriental de uma mulher segurando um cachimbo de ópio e acariciando uma pele de leão rosnando" estava pendurada nas paredes.
Um grande escritório media a largura da casa, decorado com um grande tapete persa ao lado de 'armários portugueses lacados a preto do século XVIII' e uma mesa que pertencia ao banqueiro J. P. Morgan. Uma cópia de Os Infortúnios da Virtude, do Marquês de Sade, que conta a história do protagonista de doze anos abusado sexualmente do romance, estava sobre a mesa. O decorador francês Alberto Pinto foi responsável por grande parte do interior. A casa tem um banheiro forrado com chumbo e um circuito fechado de televisão.

A polícia e as autoridades federais entraram na casa em julho de 2019 como parte de uma investigação federal sobre alegações de tráfico sexual contra Epstein.